# Mihail Burla
Mihail Porfirovici Burla  (n. 22 noiembrie 1957, satul Mejdurechie (Ciudei), raionul Storojineț, regiunea Cernăuți, RSS Ucraineană) este un om politic din Transnistria, deputat în Parlamentul regiunii separatiste. El îndeplinește în prezent funcția de președinte al Partidului "Obnovlenie" (Reînnoirea). 

## Biografie
Mihail Burla s-a născut la data de 22 noiembrie 1957, în satul Mejdurechie (Ciudei) din raionul Storojineț, regiunea Cernăuți (RSS Ucraineană). A urmat cursurile Facultății de Geografie din cadrul Institutului Pedagogic de Stat "Taras G. Șevcenko" din Tiraspol (1974-1979), obținând calificarea de profesor de geografie și biologie.
După absolvirea facultății, a lucrat ca asistent de laborator la Departamentul de Geografie Economică al Institutului Pedagogic de Stat "T.G. Șevcenko" din Tiraspol. După satisfacerea stagiului militar obligatoriu în Armata Sovietică (noiembrie 1979 - mai 1981), a lucrat ca asistent la Departamentul de Geografie Fizică al institutului sus-menționat. 
În anul 1982 s-a înscris pentru a urma un curs post-universitar în domeniul geografiei economice, sociale și politice al Universității de Stat din Leningrad, absolvindu-l în 1985. În același an și-a susținut teza de candidat în științe geografice cu titlul: Legături economice și de transport ale complexului agro-industrial al RSS Moldovenești și căi de raționalizare. A obținut la 28 noiembrie 1985 titlul academic de candidat în științe geografice (specialitatea 11.00.02 “geografie economică, socială și politică”) din partea Consiliului Universității din Leningrad, fiind confirmat de către Comisia Superioară de Atestare a Consiliului de Miniștri al URSS la 2 aprilie 1986. În perioada 1982-1985, a luat parte la dezvoltarea proiectului “Prognoza posibilelor schimbări ale mediului din RSS Moldovenească influențate de activitatea economică a omului până în anul 2000”. Este autorul a 4 hărți evaluative și de perspectivă cu privire la efectul activității economice asupra mediului.
În perioada 2 ianuarie 1986 - 30 noiembrie 2003, Mihail Burla a lucrat la Catedra de Geografie economică și economie regională a Institutului Pedagogic de Stat "T.G. Șevcenko" din Tiraspol (din 1992 Universitatea de Stat a Transnistriei) pe următoarele posturi: asistent (până în aprilie 1988), lector (până în aprilie 1991), profesor asociat (până la 14 martie 2003) și șef de catedră (până la 14 martie 2003). 
Până în 1990 a predat cursuri și seminarii de Economie generală și geografie socială, Bazele producției industriale și agricole, Geografia economică și socială a RSS Moldovenești. Între anii 1991-2005 a predat cursuri pe următoarele subiecte: Bazele tehnice și economice ale producției, Economie mondială, Relații economice internaționale, Geografia piețelor internaționale de bunuri, Organizații internaționale, Geografie globală, Geografie aplicată, Organizarea teritorială a sferei serviciilor (pentru studenții Facultății de Geografie, care se specializează în Geografie și Economie mondială); Relații economice internaționale, Economie mondială, Administrație publică și municipală, Economie guvernamentală, Teoria afacerilor, Bazele antreprenoriatului (pentru studenții de la Facultatea de Istorie și Drept, pentru cei de la filiala din Tiraspol al Institutului de Administrarea Afacerilor din Moscova și pentru cei de la filiala din Tiraspol a Academiei Interregionale de Resurse Umane din Kiev).
De asemenea, a predat mai multe cursuri de perfecționare a profesorilor de geografie și istorie (1986-2003). În perioada 1 septembrie 1999 - 1 septembrie 2004, a fost președinte al Consiliului științific și metodologic republican pe probleme de geografie. Este autorul Concepției educației geografice pentru instituțiile de educație generală din RMN și al unor programe experimentale de predare a geografiei. A primit titlul onorific de “Lucrător excelent al sistemului de educație națională” (în 1998). Între anii 2004-2005 a fost membru al Colegiului de acreditare din cadrul Ministerului Educației a RMN.
A efectuat o bogată activitate de cercetare. Începând din 1993 este cercetător-șef la Laboratorul de cercetare științifică al Universității de Stat din Tiraspol, luând parte la elaborarea mai multor atlase geografice ale RMN în perioadele 1993-1996 și 2004-2005, precum și a peste 15 hărți demografice și economice ale republicii separatiste. 
Între anii 2000-2001, Mihail Burla a colaborat la realizarea cărții în trei volume Istoria Transnistriei, fiind autor al capitolului de Dezvoltare a economiei Transnistriei în perioada 1990-2000. În anul 2005 a luat parte la elaborarea Atlasului istoric al RMN, fiind autor a 2 hărți ale dezvoltării sociale și economice ale Transnistriei (pentru perioadele 1944-1989 și 1990-2004).
Mihail Burla a fost de două ori laureat al Premiului de Stat al RMN pentru știință și tehnologie (1996; 2003), fiind de asemenea și consilier al Academiei Ruse de Științe Naturale (din 1998). La data de 1 ianuarie 2004 a devenit redactor-șef al revistei "Economia Transnistriei". A participat la numeroase conferințe științifice internaționale (Tiraspol, 2003, 2005; Lvov, 2003; Odessa, 2003; Chișinău, 2003) pe probleme de dezvoltare socială și economică, conflicte regionale și state nerecunoscute.
În perioada 1 iunie 2001 - 30 noiembrie 2003 a îndeplinit funcția de director-adjunct al “Centrului de probleme economice” din Tiraspol, fiind coautor al Modelului de dezvoltare economică și socială a RMN pe termen lung, aprobat de Sovietul Suprem în aprilie 2005.
În anul 2000, Mihail Burla a inițiat mișcarea politică "Obnovlenie" (Reînnoirea), fiind ales co-președinte al Consiliului de conducere. A luat parte la mai multe acțiuni umanitare sub egida acestui partid. La data de 1 decembrie 2003 a fost numit prin decret prezidențial în funcția de viceministru al economiei al auto-proclamatei Republici Moldovenești Nistrene.
În urma alegerilor din anul 2005, Mișcarea Obnovlenie deține 23 din cele 43 de locuri ale Sovietului Suprem de la Tiraspol, adică majoritatea absolută . În anul 2005 este ales ca deputat în Sovietul Suprem al RMN, devenind președintele comitetului pentru probleme economice ale legislativului.
Mihail Burla este căsătorit și are două fete.

## Lucrări publicate
Mihail Burla este autorul a peste 90 de lucrări științifice și metodologice, dintre care menționăm următoarele:
- Harta politică a lumii moderne (Tiraspol, 1997)
- Geografia managementului mediului natural (Tiraspol, 1997) - în colaborare cu V.M. Direktorenko
- Caracteristici macroeconomice ale lumii moderne (Tiraspol, 1998) - în colaborare cu V.M. Direktorenko
- Relații economice internaționale (Tiraspol, 1998)
- Economia Transnistriei în perioada de tranziție (Tiraspol, 2000) - în colaborare cu Victor Gușan și Ilie Cazmali
- Piața muncii și ocuparea populației în Republica Moldoveneastră Nistreană (Tiraspol, 2002) - în colaborare cu V.V. Sokolov și L.A. Chabanova
- Modelul, concepția dezvoltării economice și sociale și principalele căi de ieșire din criză a statelor ex-sovietice în perioada de tranziție (pe exemplul RMN) (Tiraspol, 2002) - în colaborare cu V.P. Belchenko
- Populația lumii: enciclopedie demografică (Tiraspol, 2002) - în colaborare cu V.V. Sokolov
- Esența și particularitățile instituirii proprietății pământului. În "Economia Transnistriei" nr. 1-2/2004, p. 70-88 și în nr. 3-4/2004, p. 57-78.
- Particularități metodologice, probleme și perspective în estimarea standardului de viață a populației RMN. În "Economia Transnistriei" nr. 5-6/2004, p. 16-44.
- Scurtă analiză prospectivă și estimarea stării actuale a economiei Transnistriei. În "Economia Transnistriei" nr. 9/2004, p. 1-39.
- Dezvoltarea economică și socială a Transnistriei: istorie, factori, stare actuală, probleme și perspective. În "Economia Transnistriei" nr. 8/2005, p. 3-106.